# Paul Préboist
Paul Préboist (ur. 21 lipca 1927 w Marsylii, zm. 4 marca 1997 w Paryżu) – francuski aktor.
Niezwykle charakterystyczny francuski aktor, który w ciągu 45 lat (1947-92) kariery zagrał w ponad 120 filmach. W Polsce najbardziej kojarzony jest z drugoplanowych ról w kilku komediach z Louisem de Funesem.
Na początku lat 90 wycofał się z aktorstwa. Zmarł w 1997 roku w wieku 70 lat. Jest pochowany na cmentarzu w Couilly-Pont-aux-Dames.

## Filmografia
- Dziura (1960)
- Cartouche-zabójca (1962)
- Człowiek z Hongkongu (1965)
- Niebieskie ptaki (1965)
- Sławna restauracja (1966)
- Wielka włóczęga (1966)
- Idiota w Paryżu (1967)
- Oskar (1967)
- Hibernatus (1969)
- Roztargniony (1970)
- Żandarm na emeryturze (1970)
- Człowiek orkiestra (1970)
- Zawieszeni na drzewie (1970)
- Jo (1971)
- Mania wielkości (1971)
- Nieszczęścia Alfreda (1972)
- We dwoje (1979)
- Jedni i drudzy (1981)
- Nędznicy (1982)
- Są dni i księżyce (1990)
- Historia piękna (1992)